# Halecia cocosae
Halecia cocosae es una especie de escarabajo del género Halecia, familia Buprestidae. Fue descrita científicamente por Bellamy en 1986.